# Mionochroma rufescens
Mionochroma rufescens là một loài bọ cánh cứng trong họ Cerambycidae.